# Chotynia
Chotynia is een plaats in het Poolse district  Garwoliński, woiwodschap Mazovië. De plaats maakt deel uit van de gemeente Sobolew en telt 490 inwoners.